# Ritratto di Cornelis Claeszoon Anslo e di sua moglie Aaltje Schouten
Ritratto di Cornelis Claeszoon Anslo e di sua moglie Aaltje Schouten è un dipinto a olio su tela (176x210 cm) realizzato nel 1641 da Rembrandt Harmenszoon Van Rijn. È conservato nel Staatliche Museen di Berlino, nella Gemäldegalerie. L'opera è firmata e datata "REMBRANDT F. 1631".

## Descrizione e stile
Il duplice ritratto è insolito: anziché presentare i committenti in una posa statica, com'era convenzione, Rembrandt scelse di raffigurarli in azione. Cornelio Anslo era un predicatore e la presenza dei libri sullo scrittoio sottolinea la sua conoscenza della Bibbia: è rappresentato mentre parla alla moglie, sottolineando l'enfasi del discorso con un movimento del braccio sinistro. La moglie Aaltje lo ascolta composta. La ricchezza dei committenti è evidenziata da vari elementi: i libri, presenti in grandi quantità nella stanza, il drappo che copre lo scrittoio, il giuppone foderato di pelliccia del predicatore, la stoffa preziosa del vestito della signora e il suo fazzoletto orlato di fine merletto.
L’insegnamento del predicatore non si limitava ad annunciare la Parola di Dio soltanto all’assemblea dei fedeli, ma anche ai propri familiari, ed è in questo contesto che egli scelse di farsi ritrarre, mentre spiega alla propria consorte alcuni passi della Bibbia aperta di fronte a lui, evidenziando così un’importante tesi mennonita, secondo la quale il Vangelo deve essere predicato con le parole (che sono spirituali e immortali) e non con le immagini (materiali e mortali).